# Gabriel Rasch
Ole Gabriel Rasch (Hole, 8 aprile 1976) è un dirigente sportivo ed ex ciclista su strada norvegese, professionista dal 2002 al 2014. Dal 2023 è direttore sportivo alla Uno-X Pro Cycling Team.

## Carriera
Passato al professionismo molto tardi, all'età di 32 anni, ha svolto per alcuni anni il ruolo di gregario per il suo conterraneo Thor Hushovd nelle corse di un giorno. Ha anche ottenuto soddisfazioni personali, vincendo nel 2011 il Ringerike Grand Prix.

## Palmarès
- 1994

Campionati norvegesi, Cronometro a squadre Allievi
- 2001

Campionati norvegesi, Cronometro a squadre Elite
- 2003

Campionati norvegesi, Prova in linea
- 2005

3ª tappa Eidsvollrittet
- 2006

Ringerike Grand Prix
Grand Prix Möbel Alvisse
- 2007

Gjøvik GP
1ª tappa Rhône-Alpes Isère Tour
Classifica generale Rhône-Alpes Isère Tour
- 2011

Ringerike Grand Prix

## Piazzamenti

### Grandi Giri
- Giro d'Italia

2010: ritirato (20ª tappa)
2012: 151º
- Vuelta a España

2008: 86º
2009: 101º
2012: 118º

### Classiche monumento
- Milano-Sanremo

2009: 60º
2010: 59º
2013: 27º
- Giro delle Fiandre

2009: 44º
2014: ritirato
- Parigi-Roubaix

2008: 66º
2009: 46º
2010: 50º
2011: 23º
2013: 97º
2014: 117º

### Competizioni mondiali
- Campionati del mondo

Salisburgo 2006 - In linea Elite: ritirato
Mendrisio 2009 - In linea Elite: 87º
Copenaghen 2011 - In linea Elite: 47º
Limburgo 2012 - In linea Elite: ritirato
Toscana 2013 - In linea Elite: ritirato
- Giochi olimpici

Pechino 2008 - In linea: ritirato